# 普里莫爾西克 (別爾哥羅德-德涅斯特羅夫斯基區)
45°58′16″N 30°16′54″E / 45.97111°N 30.28167°E

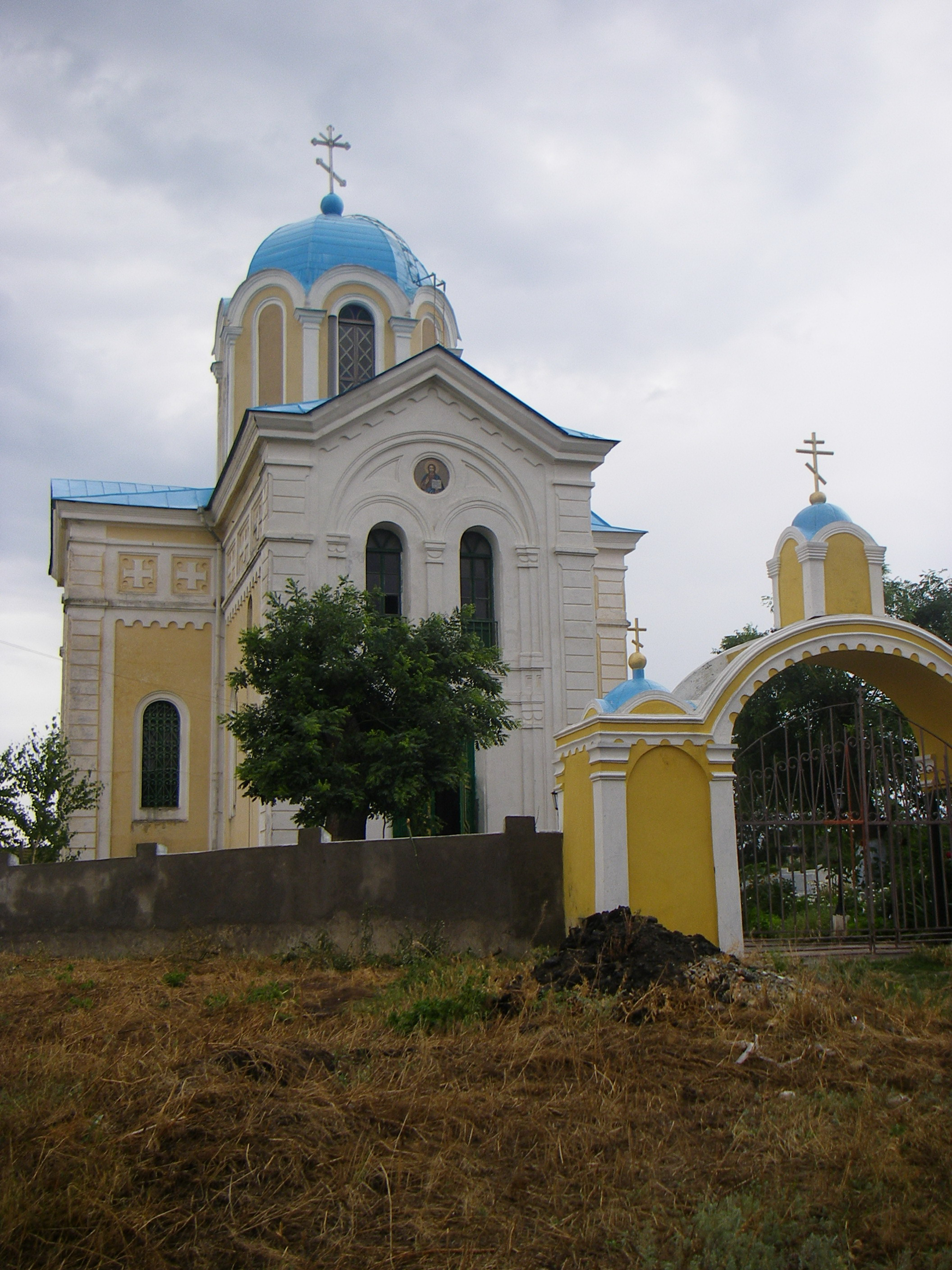

普里莫爾斯凱（烏克蘭語：Приморське）是位於烏克蘭西南部的村莊，由敖德萨州裡比爾霍羅德-德涅斯特羅夫斯基區的塞爾希伊夫卡市鎮負責管轄。該村始建於1060年，面積1.81平方公里，2001年人口1,060，人口密度每平方公里585.64人。